# 郭庄楚墓
郭庄楚墓位于中国河南省上蔡县大路李乡郭庄村，是战国早期的楚国贵族墓地，共有两座墓址，其中位于南侧的主墓是大型的积石积沙墓。
河南省考古人员在2005年对该处墓葬进行了抢救发掘，2006年以“上蔡楚国贵族墓地”的名义列入第六批全国重点文物保护单位，并入第四批全国重点文物保护单位的蔡国故城。